# Ivănești, Rîșcani
Ivănești este un sat din cadrul comunei Alexăndrești din raionul Rîșcani, Republica Moldova.

## Istorie
Satul Ivănești a fost atestat documentar în anul 1900.

## Geografie
Satul are o suprafață de circa 0,56 kilometri pătrați, cu un perimetru de 4,67 km. Distanța directă până în or. Rîșcani este de 16 km. Distanța directă până în or. Chișinău este de 182 km.

## Demografie
La recensământul din anul 2004,  populația satului constituia 145 de oameni, dintre care 44,83% - bărbați și 55,17% - femei.

### Structura etnică
Structura etnică a localității conform recensământului populației din 2004:
| Grup etnic                           | Populație | % Procentaj |
| ------------------------------------ | --------- | ----------- |
| Băștinași declarați Moldoveni/Români | 114       | 78,62%      |
| Ucraineni                            | 30        | 20,69%      |
| Ruși                                 | 1         | 0,69%       |
| Total                                | 145       | 100%        |